# Kyren Wilson
Kyren Wilson (Kettering, 23 dicembre 1991) è un giocatore di snooker inglese, professionista nel 2010-2011 e dal 2013, numero 5 del ranking. Campione del mondo 2024.

## Carriera
Kyren Wilson è diventato professionista nel 2010 e ha partecipato al suo primo torneo nel 2013, quando stupì tutti e arrivò ai Quarti di Finale allo Shanghai Masters, torneo che ha poi vinto due anni dopo contro il connazionale Judd Trump per 10-9. Realizza la sua prima serie perfetta in carriera all'International Championship 2017.
Col passare degli anni Wilson è salito di livello diventando uno dei migliori talenti dello snooker anche se non è mai stato un grande vincitore di tornei; infatti conta numerose finali prestigiose perse tra cui quella del Masters e del Champion of Champions entrambe nel 2018 e quella dell'English Open 2017. L'11 febbraio 2020 realizza al primo turno del Welsh Open il suo secondo 147 in carriera, nonché primo dell'anno solare e quinto in stagione fra tutti i giocatori. Nello stesso torneo batte alcuni dei giocatori più forti di sempre come Neil Robertson ai quarti e Ronnie O'Sullivan in semifinale, mentre in finale cede nettamente contro Shaun Murphy che lo batte 9-1. Perde la finale anche al Gibraltar Open contro Judd Trump per 4-3 dopo essere stato avanti 3-2.

## Ranking
| Stagione  | Ranking iniziale | Ranking finale |
| --------- | ---------------- | -------------- |
| 2010-2011 | 77               | 72             |
| 2013-2014 | Non classificato | 88             |
| 2014-2015 | 66               | 56             |
| 2015-2016 | 56               | 16             |
| 2016-2017 | 16               | 13             |
| 2017-2018 | 13               | 9              |
| 2018-2019 | 9                | 8              |
| 2019-2020 | 8                | 6              |
| 2020-2021 | 6                | 6              |
| 2021-2022 | 6                |                |

### Maximum breaks: 3
| N° | Anno | Competizione               | Avversario    | Note   |
| -- | ---- | -------------------------- | ------------- | ------ |
| 1  | 2017 | International Championship | Martin Gould  | [ 5 ]  |
| 2  | 2020 | Welsh Open                 | Jackson Page  | [ 9 ]  |
| 3  | 2020 | UK Championship            | Ashley Hugill | [ 15 ] |

## Tornei vinti

### Titoli Non-Ranking: 1
| Titoli Ranking      | Titoli Ranking | Titoli Ranking | Titoli Ranking |
| ------------------- | -------------- | -------------- | -------------- |
| Competizione        | Anno           | Avversario     | Note           |
| Shanghai Masters    | 2015           | Judd Trump     | [ 4 ]          |
| Paul Hunter Classic | 2018           | Peter Ebdon    | [ 16 ]         |
| German Masters      | 2019           | David Gilbert  | [ 17 ]         |
| Championship League | 2020 (2)       | Judd Trump     | [ 18 ]         |

| Titoli Non-Ranking  | Titoli Non-Ranking | Titoli Non-Ranking | Titoli Non-Ranking |
| ------------------- | ------------------ | ------------------ | ------------------ |
| Competizione        | Anno               | Avversario         | Note               |
| Championship League | 2021               | Mark Williams      | [ 19 ]             |

| Tornei varianti            | Tornei varianti | Tornei varianti | Tornei varianti |
| -------------------------- | --------------- | --------------- | --------------- |
| Competizione               | Anno            | Avversario      | Note            |
| Six-Red World Championship | 2018            | Ding Junhui     | [ 20 ]          |

## Finali perse

### Titoli Non-Ranking: 3
| Titoli Ranking      | Titoli Ranking | Titoli Ranking              | Titoli Ranking |
| ------------------- | -------------- | --------------------------- | -------------- |
| Competizione        | Anno           | Avversario                  | Note           |
| Campionato mondiale | 2020           | Ronnie O'Sullivan           | [ 21 ]         |
| Indian Open         | 2016           | Anthony McGill              | [ 22 ]         |
| World Open          | 2017           | Ding Junhui                 | [ 23 ]         |
| English Open        | 2017           | Ronnie O'Sullivan           | [ 8 ]          |
| Welsh Open          | 2020           | Shaun Murphy                | [ 12 ]         |
| Gibraltar Open      | 2020 - 2022    | Judd Trump - Robert Milkins | [ 13 ] [ 24 ]  |

| Titoli Non-Ranking    | Titoli Non-Ranking | Titoli Non-Ranking | Titoli Non-Ranking |
| --------------------- | ------------------ | ------------------ | ------------------ |
| Competizione          | Anno               | Avversario         | Note               |
| The Masters           | 2018               | Mark Allen         | [ 6 ]              |
| Champion of Champions | 2018               | Ronnie O'Sullivan  | [ 7 ]              |
| Paul Hunter Classic   | 2019               | Barry Hawkins      | [ 25 ]             |